# Rio Delgermörön
O rio Delgermörön (em mongol:  Дэлгэрмөрөн, "rio largo") é um rio da província (aimag) de Khövsgöl no norte da Mongólia. Juntamente com o rio Ider, é uma das fontes do rio Selenga. Sua fonte está localizada na cadeia montanhosa de Ulaan Taiga próximo à fronteira da Rússia, a confluência com o rio Ider está localizada no distrito (sum) de Tömörbulag. O Delgermörön fica congelado 128-175 dias por ano. Existe uma balsa no distrito de Bayanzürkh e uma ponte de concreto logo ao sul da cidade de Mörön.